# Черкасенко Спиридон Феодосійович

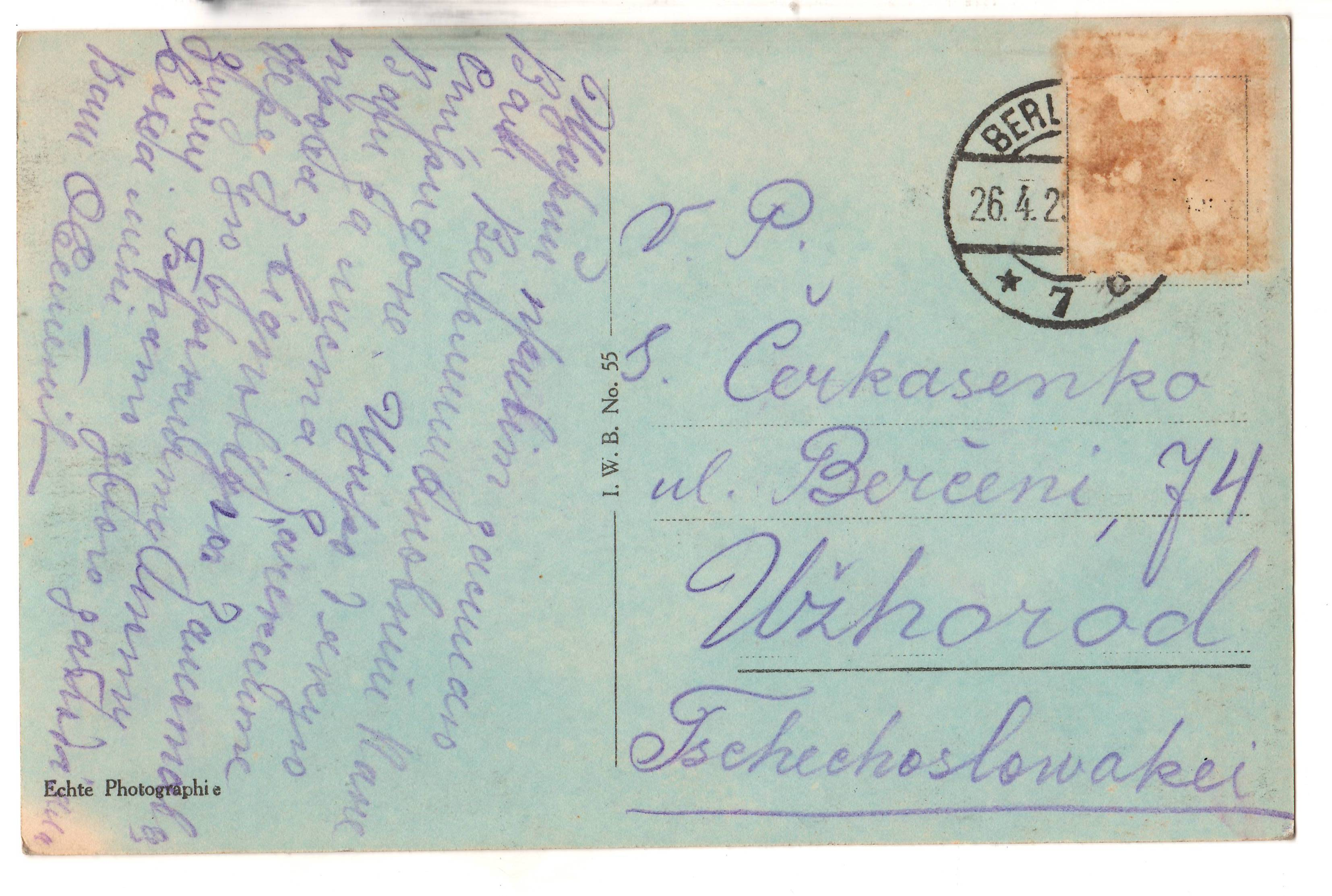

Вірш Спиридона Черкасенка «На Україні». 1920 рік. Джерело: ЦДАВО України. Ф. 4031. Оп. 1. Спр. 1. Арк. 86

Вірш Спиридона Черкасенка «На Україні» (продовження). 1920 рік. Джерело: ЦДАВО України. Ф. 4031. Оп. 1. Спр. 1. Арк. 87

Спиридо́н Феодо́сійович Черка́сенко (11 (24 н.ст.) грудня 1876, м. Новий Буг — 8 лютого 1940, Прага, Протекторат Богемії і Моравії) — український письменник, драматург і педагог.
Псевдоніми і криптоніми: К. С, П. С, С. Т., С. Ч., П-л, С-ко, Ч-енко Ч., Черкасен, Аматор, Викторович С, Грицько Г., Дід, Киянин, Кіпчук Віктор, Педагог, Подолянин, Провінціал, Свій, Скептик, Спостережливий, Стах Петро, Стеценко К., Театрал, Тодосієнко С. та ін.
Ім'я Спиридона Черкасенка в часи більшовицької диктатури викреслили з літературного процесу й заборонили на території України від початку 1920-х років. Його творчість дозволили лише після проголошення незалежності України.

## Життєпис
Спиридон Черкасенко народився й жив у буремні часи, заставши дві революції (1905 та 1917 років), дві світові війни (Першу світову і Другу світову), визвольні змагання. Черкасенко був дієвим учасником національно-визвольного руху українців й активним суспільним і культурним діячем початку XX століття. Він мешкав у Російській імперії, Українській народній республіці, Австрії, Чехословаччині, Чехії, спілкувався, листувався та знався з багатьма культурними й суспільними діячами, як українськими, так і закордонними.
Через світоглядний вибір Спиридона Черкасенка (українська державність і розвиток української культури) життєпис письменника не дослідили його сучасники в Україні, адже його неодноразово замовчувано і гнано. Лише в пору незалежної України дослідники літератури взялися за детальне вивчення його творчості та життєпису. Завдяки віднайденому листуванню Черкасенка з Коваленком-Коломацьким, Садовським, Русовою, Шаповалом, Шелухіним, Грушевським, Єфремовим, Стебницьким, Чикаленком та Білецьким вдалося ліпше дослідити сторінки його життя і творчості.

### Дитинство
Спиридон Черкасенко народився 11 (24 н.ст.) грудня 1876 року в містечку Новий Буг Херсонського повіту Херсонської губернії (нині Миколаївська область). Батько — селянин містечка Нового Буга Феодосій Максимович Черкасенко, мати — Параскева Яківна Черкасенко. У Спиридона був рідний брат Феодосій, який народився 14 (27 н.ст.) серпня 1879 року. Дитинство Спиридона Черкасенка проходило у Новому Бузі
|  | В старому батьківському яблуневому саду можна було не тільки сховатись, а й заблукати. Тут, на межі, не рідко спалахували справжні драми, коли батько виганяв сусідську худобу, разом з підпасичем, ласим до великих і пахучих яблук. Найбільше хвилювало поле… Тільки відійдеш від містечка і навкруги рівна далечінь, наповнена таємницями. Зрідка її порушували поодинокі дерева та мовчазні кургани, які невідомо звідки виникли і згубились в цьому забутому краї. . |

### Початкова освіта
Спершу була двокласна школа, в яку прилаштував його батько, помітивши синове бажання вчитися. Перші роки у школі були успішними і ще більше заохотили Спиридона до науки. Потім уже було Новобузьке початкове училище, яке він теж успішно закінчив, саме в ті часи захопився літературою (правда, здебільшого російською — адже така була тогочасна політика). Якщо школа давала вибіркові знання та мала релігійну й російськомовну орієнтацію, то знання української мови він виніс з батьківської хати та з Кобзаря Шевченка, якого він «позичав» у старшого брата, коли той йшов на науку до семінарії (заборонену гуртківську книжку не брав тоді з собою).
Уже в шкільні роки (13-17 літ) почали формуватися перші суспільні прихильності юнака, пов'язані з його спостережливістю та читанням. Поштовхом тому став вчинок його вчителя літератури Новобузького початкового училища Ф. Сизкова, який дозволив юнакові забрати зі шкільного горища старі річники тижневика «Нива», де містилися злободенні тогочасні статті-рецензії. Тому вже з юнацьких років Черкасенко захопився поглядами соціальної рівності та справедливості, антимонархізму (які згодом далися взнаки: в семінаристському бунтарстві, педагогічним народовольництвом, вступом до української соціал-демократичної робітничої партії та підтримкою демократичних рухів в українській діаспорі).
Початкова школа справила велике враження на Спиридона Черкасенка, виховавши його естетичні і творчі вподобання. Найбільший вплив на формування естетичних вподобань, а згодом уже цілком свідомих художніх поглядів, Черкасенка справили книги, його любов до читання, яка поступово переростала в пристрасне захоплення літературою. Черкасенко багато читав, однак сім'я його не була надто заможною, щоб вдовольнити читацькі апетити школяра-юнака. Тоді йому на поміч прийшли однокласник Альоша Поляков, який, маючи кошти передплачував різні тогочасні часописи й охоче ними ділився з шкільними товаришами і учитель Сизков, який ввів Спиридона у світ російської літератури з Пушкіним, Лермонтовим, Гоголем, Фонвізіним. Більше того, зауваживши в учневі захоплення поезією, учитель вишукував у шкільній бібліотеці відповідні тому книжки, які могли би більше розвинути естетичні смаки та уподобання учня, і, як наслідок, Черкасенко став найкращим учнем і навіть почав сам писати перші спроби віршів російською та українською мовами (мішма):
|  | Чи розумів я те, що так жадібно, «як амброзію, глитав»?… Певне, що багато не розумів, хоч силкувався напружено збагнути, в дечім догадувався, а не мало й розумів. Дивна річ: звертатися за поясненнями до вчителя — соромився. Чому?… Не знаю. Мабуть, саме тому, що сам грішив віршами й боявся прозрадити це: відчував, мабуть, що він по писку й очах догадається. Отже й тут ішов самотужки. (тут і далі цитати з листів до літературознавця Леоніда Білецького) . |

### У семінарії
Незабаром, закінчивши двокласну школу, Спиридон Черкасенко вступив до Новобузької учительської семінарії, куди його прилаштував батько. Семінарія була російськомовним навчальним закладом, жодних знань з української мови й літератури не давала, тож перші поетичні спроби Спиридона Черкасенка були російською мовою.

#### Формування світогляду

##### Ставлення до релігії
Незважаючи на семінаристське виховання, палким прихильником релігії Спиридон Черкасенко не став, не в останню чергу виною тому був той разючий контраст, який поставав між образами його власної уяви і тими методами, які докладалися до вивчення Закону Божого в учительській семінарії, де між юнаком-семінаристом та його вчителем одразу спалахнув конфлікт:
|  | Бесіда полягала в тім, що він почав задавати мені питання, а я мусів на них відповідати. Слово по слову, дійшло якимсь чином до Юди Іскаріота та його зради. Я скорчивши найневинніший вираз на тварі, сказав, що ніяк не можу вбагнути, за що було покарано Іскаріота, коли йому заздалегідь Бог сам «предопредєліл» зрадити Христа. Чи ж винен він у тім, що зробив так? Адже на це була воля Божа, а не його. Піп аж підскочив на стільці, щось замекекекав, намагаючись пояснити це свобідною волею, що її Бог дав людині, але я на це зауважив, що ніяк не можу погодити між собою «предопредєліл» й «свободу волі», бо одно другу виключає. Піп почервонів, розсердився й сказав, що не нам судити волю Божу, а що треба вірувати, й звелів мені сісти. Я, сідаючи, відповів на це, що тяжко повірити в абсурд. Піп оскаженів, ухопив журнала й вилетів із класу" "З наведених прикладів Ви бачите, дорогий Леоніде Темофійовичу, які милі відносини установилися між нами і законовчителем. А які були відносини, такі й були успіхи у вивченні релігії. |

Надмірне насаджування релігійного вчення в семінарії викликало спротив в Спиридона Черкасенка, який ще більше сформувався при його самостійних життєвих кроках і зіткненні з реальною дійсністю, відтак, Черкасенко уже в молодості відмежувався від релігії, хоч і не став атеїстом, але й не заперечував існування Бога:
|  | У Бога я, на превеликий жаль, не вірю, але коли то Він говорив до дітей устами Христа, то я певен, що не один гріх проститься мені на тім світі за мою велику приязнь до малечі . |

Спиридон Черкасенко сприймав релігію через призму суспільної філософії, не більше — внаслідок чого сильно потерпав від цензури. А щодо конфлікту з релігією, то його в Черкасенка таки не було — про це свідчить той факт, що майже всі свої роки навчання та наступні роки учителювання чи закарпатських часів, він сам співав в церковних хорах і високо цінував церковний спів.

##### Вибір життєвої позиції
Метою більшості тогочасних навчальних закладів можна назвати виховання послідовників монархічної складової в Російській імперії. Випускники семінарії повинні були стати затятими поборниками імперського духу (як пошана своїм роботодавцям), всілякими засобами проповідуючи його переваги та досконалості і відповідно виховувати учнів. Один з найкращих вихованців уже в семінарії, Черкасенко, розгледів контраст між освітою та суспільними потребами, тому його внутрішній спротив ще більше підштовхував до пошуків відповідей в тогочасних часописах і літературі.
А згодом уже й сформувалася його загальна думка щодо семінаристського навчання, а відтак:
|  | народний учитель, який виходив з-під їх опікування мусів бути, щонайперше, безсумнівним патріотом «матушки Расєї», монархістом, людиною релігійною й слухняною. Знання його, вчителя, й розвиток - річ другорядна: можна було наприкінці курсу писати з помилками, не знати, хто написав «Ревізора», не прочитати жодньої путньої книжки, плутати Австрію з Австралією, погано збиратися навіть ув аксіомах математичних і т. д., але бути слухняним, побожним, «квасним» патріотом, — і все те тобі прощалося, а по скінчені рекомендувалося тебе за зразкового вчителя на гарну, в розумінні матеріального забезпечення, посаду . |

##### Атмосфера в семінарії
Любивши знання, Спиридон Черкасенко черпав усе, що діється в семінарії. Він пішов по стопам брата — беручи участь у самодіяльному театрі (до речі, в містечку було кілька театральних колективів, а один був створений силами семінаристів та найбільшим став колектив, який виступав в літньому театрі, що збирав до п'ятисот глядачів і не потребував спеціального приміщення). І ці перші кроки на сцені закарбувалися в його пам'яті настільки, що він усе життя проніс в своєму серці любов до драми. Читання книжок та періодики також стало визначальним для юнака, до того ж, саме начитаність дозволяла йому почувати себе впевненіше в колі семінаристів і поміж наставницького корпусу. Декотрі вчителі не сприймали надто самостійного в судженнях юнака й частіше повчали його, аніж навчали, натомість, юнак доходив своїх же юнацьких, максималістських висновків:
|  | Директор… волів мати під своєю опікою плохих, вайлуватих, слухняних селянських хлопців, що з них, як із воску можна було ліпити все, що забажаєш. Правду кажучи, таку його тенденцію можна було б тільки вітати, коли б ув основі її не став намір — утворити з цієї слухняної «кобилки» «ісполнітєльних чіновніков міністерства народнаго просвєщенія на предмет обработки» сельського населення в дусі російського мракобісія . |

### Учительські поневіряння
Після закінчення Новобузької учительської семінарії 1895 року Спиридон Черкасенко подався учителювати. Він вчителював у різних народних школах Катеринославщини (Новопавлівка, Василівка, Улянівка, Юхів). У 1901 році його переведено на посаду вчителя на Лідіївські рудники (колишня Юзівка), там він прожив дев'ять років, навчаючи шахтарських дітей і проводячи серед шахтарів культурно-освітню роботу. Довголітня учительська праця в шахтарському середовищі дала початківцеві великий запас життєвих спостережень, які він художньо реалізував у своїх поезіях, оповіданнях та п'єсах з шахтарського життя. Активний та беручкий педагог включився в літературний процес, виступаючи спочатку з віршами, а потім з оповіданнями й драматичними творами в українських журналах «Літературно-науковий вісник», «Нова громада», «Дзвін», в альманахах «Перша ластівка», «В неволі», «Терновий вінок».

### Освітня, літературна та культурна діяльність
1905 за ініціативи С. Ф. Черкасенка та інших була утворена Всеукраїнська учительська спілка (ВУУС) — професійна українська організація вчителів і діячів народної освіти.
З 1910 року Спиридон Черкасенко перебував у Києві, працював у редакції педагогічного журналу «Світло», в товаристві «Українська школа», писав фейлетони, оповідання та статті до газети «Рада», а в них вів рубрики «З газет і журналів» та «З сучасних настроїв», в журналі «Літературно-науковий вісник» — «З українського життя», входить до редакції журналу «Дзвін». Найтриваліше в публіцистичному жанрі Черкасенко творив, друкуючи протягом 1912—1913 років у «Літературно-науковому віснику» свої статті. На сторінках цього часопису вів публіцистичний розділ «З українського життя».
Коли з початком Першої світової війни всі українські періодичні видання було закрито, колишній учитель пішов працювати в театр Садовського, де займав різні адміністративні посади, допомагав головному режисеру організовувати українське театральне життя в Києві.
У 1917–1918 роках Спиридон Черкасенко укладав читанки й букварі для українських шкіл («Буквар», «Рідна школа», «Читанка», I, II, III, IV, «Найпотрібніші правила правопису», «Граматка» та ін.). Разом з театром М. Садовського в 1919 році він переїхав до Кам'янця-Подільського, де діяв Державний театр УНР, куди змушені були перед більшовицьким наступом перебратися з Києва урядові і культурно-освітні інституції Української Народної Республіки.

### Віденське творче відрядження
Цього ж року Міністерство освіти УНР запропонувало Спиридону Черкасенку готувати підручники для українських шкіл і з цією метою відрядило його до Відня, де він працював у різних видавництвах («Дзвін», «Українська школа», «Земля»), укладаючи та редагуючи українські книжки.
Австрія не надто сподобалася поету. У Відні він не знайшов спільної мови з тодішньою українською політичною еміграцією, яку роз'їдала групова боротьба, класова і міжпартійна ворожнеча. Українські видавництва, в яких він працював, поволі припиняли свою діяльність, тому Черкасенко залишив Відень (як і основна частина української еміграції на початку 1920-х років, яка перебиралась з Відня до Праги).

### На Закарпатті

Трупа Руського театру в Ужгороді (з дружиною Черкасенка — Євгенія сидить в центрі)

Як письменник і педагог обрав інший шлях — ближче до українського середовища: «аби довкола були свої, своя мова». 1923 року їде до Ужгорода, головного міста тодішньої Підкарпатської Русі, що після розвалу Австро-Угорщини з 1919 року опинилася у складі Чехословацької республіки. Тут доля знову звела його з Миколою Садовським, який очолив просвітянський театр на Закарпатті. Незабаром Микола Садовський повернувся в Україну, а Черкасенко залишився працювати театральним референтом товариства «Просвіта» в Ужгороді. Там письменник прожив до 1929 року, брав участь у місцевому культурному, театральному і літературному житті.
Разом з Марійкою Підгірянкою він брався видавати й упорядковувати популярні журнали для шкільної молоді: «Пчілку», «Віночок», «Наш рідний край». Ці журнали стали будителями та вихователями молодіжного патріотичного руху в краї.
Відомою стала співпраця Спиридона Черкасенка з пластовими виданнями (відтак і самим товариством «Пласт» на Закарпатті): писав туди статті, оповідання, п'єси і навіть пісні. В журналах «Пласт» та «Ватра» він помістив ще кілька перекладів зі світової скаутської літератури, особливо популяризував твори Т. Ернеста Сітона. В цьому ж виданні він опублікував славнозвісний гімн закарпатських пластунів: «Гей, пластуни! Гей, юнаки!…», та кілька пластунських п'єс: «Вечірній гість», «Лісові чари».
Активне громадське життя Черкасенка нерідко викликало незадоволення влади. Закарпатський письменник і журналіст Ґренджа-Донський згадував, що Черкасенко допомагав йому підбирати матеріали з української літератури для журналу «Наша земля», давав мовні поради. У грудні 1926 року на Закарпатті було відзначено 50-річчя з дня народження письменника. Василь Ґренджа-Донський написав про нього прихильну статтю, яка з'явилася у січневому номері «Нашої землі» за 1927 рік. Це стало причиною того, що поліція звинуватила Черкасенка у співпраці з комуністами і запропонувала йому залишити край.
Спиридону Черкасенку часто пропонували повернутися до УРСР. Як і Черемшину, Стефаника, Хоткевича, так і Черкасенка умовляли повернутися до підрадянської України, за умови публічної відмови від своїх ідейних та світоглядних позицій — так званого каяття. Про це він сам розказував у своєму листі до Софії Русової (датований 12 червня 1928 року):
|  | А шляху додому ще й досі не видко. Я, як Вам відомо, спробував був стукнути в большевицькі двері — і раз, і вдруге, але відповіді так і не дочекався. Очевидно, чекають, щоби виступав публічно з якоюсь гнусностю проти еміграції. Ну, та хай же чекають! Вже швидше я дочекаюсь, коли можна буде без їх дозволу їхати, ніж вони тієї гнусності. Листуюся з Києвом (Григорій Коваленко-Коломацький), із Харковом (Я. Чепіга), отже більш-менш поінформований, як там. З листів бачу, що погано і що буде ще гірше. Щось у них там коїться непевне. Отже, може й краще, що не пускають . |

### Останні роки життя
Непохитний у своїх поглядах та переконаннях, Черкасенко змушений був у 1929 році під тиском влади покинути Ужгород і виïхати до Праги. Письменник виїхав до Чехії і оселився в селі Горні Черношиці, що на околиці Праги, де й прожив до кінця життя. Він займав скромну кімнату в місцевому готелі, вів дуже скромний спосіб життя. Спиридон Черкасенко був свідком боротьби за українську державність на Карпатській Україні в 1939 році, в цій борні він втратив єдиного сина, пережив початок Другої світової війни, яка принесла стільки страждань і втрат українцям.
Одержавши у березні 1939 року звістку про загибель сина, Спиридон Черкасенко тяжко захворів. Доглядали його ченці. 8 лютого 1940 року письменника не стало. Поховали його на Ольшанському цвинтарі в Празі. Поряд — могили Олександра Олеся та Софії Русової. За переказами, смерть Черкасенка символічна і несподівана — за робочим столом із пером у руці, над останнім твором.

## Вшанування
Спершу після початку більшовицької окупації творчість Спиридона Черкасенка була поширена серед українців. У трудових школах діти вчились за складеною ним читанкою, а такі пісні на поезії Черкасенка, як «Тихо над річкою» i «Ой, чого ти, дубе» залишалися в репертуарах українських співаків та хорових капел. Проте згодом Черкасенко і його твори були заборонені.
Пам'ять про письменника повернулася до українців з 2000-х років:
- Життя та творчість Спиридона Черкасенка детально вивчають в українській школі на уроках української літератури[8].
- На слова віршів Черкасенка написані знані в Україні пісні[9]
- За мотивами роману Спиридона Черкасенка «Пригоди молодого лицаря» український кінорежисер Сергій Омельчук відзняв художній фільм «Дорога на Січ»
- З ініціативи місцевого осередку Новобузької «Просвіти» було створено Новобузький районний благодійний фонд імені С. Ф. Черкасенка.

Вулиця Спиридона Черкасенка існує в місті Новий Буг.
- 26 липня 2024 року провулок Командарма Смирнова в Миколаєві перейменовано на провулок Спиридона Черкасенка[11].

## Педагогічна діяльність
Оцінюючи доробок Спиридона Черкасенка в галузі упорядкування педагогічно-навчальних посібників (читанок, букварів, граматик), сучасники відзначали їхню глибоку науковість, дух часу, пошану до праці та рідної землі, легкість і доступність викладу матеріалу, мовну досконалість і національну самобутність. Високу фахову якість і часову універсальність підручників Черкасенка доводить і той факт, що на початку 1920-х років Нарком Освіти УСРР використовував його читанки і замовляв їх друк у Лепцизі (щоправда, вилучивши з них, на власний розсуд, «елементи клерикалізму, монархізму й суто власницьких забобонів»)

## Суспільні та культурні ініціативи
Як суспільний діяч письменник та журналіст Спиридон Черкасенко підтримував широкі й тісні зв'язки з багатьма українськими часописами, видавцями, літературними критиками, політичними діячами та представниками освітніх рухів. Через свої твори та публіцистику (статті, дослідження, розвідки, сатиру) він впливав на суспільні настрої та вважався будителем української самосвідомості. У різний час він публікувався у знаних виданнях тогочасся:
- українських — «Літературно-науковий вісник», «Нова громада», «Громадська думка», «Рада», «Рідний край», «Світло», «Українська хата», «Сяйво», «Волошки», «Книгар» та інших
- закордонних — петербурзька «Вільна українська школа», львівські «Свобода», «Нові шляхи», «Вперед», «Воля», ужгородська «Пчілка», віденські «На переломі», варшавські «Рідна мова», «Наша культура», «Українська трибуна»

Дуже активно співпрацював Спиридон Черкасенко з видавцями та видавництвами, зокрема:
- українськими — «Український учитель», «Українська школа», «Час», «Сіяч», «Волосожар»,
- закордонними — «Чайка», «Дзвін», «Земля»

Протягом 1910—1914 років Черкасенко був одним з найактивніших громадських діячів відстоював права українців на власну культуру, освіту, духовність, національні цінності, висміював, за його власним висловом, «квасних патріотів» та дискутував із опонентами національного відродження. З початком Першої світової (коли вся українська періодика була заборонена) він активізував свою діяльність на адміністративних посадах театру М. Садовського (з яким він ще не раз плідно співпрацював).
В буремні революційні часи та перші українські державні поступи Спиридон Черкасенко занурився з головою. Поруч з видавничою та редакторською роботою, він укладав підручники для УНР, гуртував педагогів довкола державницьких ідей. Входив до, очолюваного Винниченком, Комітету Національного театру, співпрацював з Секретаріатом Центральної Ради з питань національної освіти. Брав найактивнішу участь у кількох Українських педагогічних з'їздах, сприяв заснуванню Української науково-педагогічної академії.

## Творчі набутки
Спиридон Черкасенко — автор поетичних збірок «Хвилини» (1909), «До верховин» (1920); збірок оповідань «Маленький горбань та інші оповідання» (1912), «На шахті» (1909), «Вони перемогли» (1917), «У шахтарів. Як живуть і працюють на шахтах» (1919); роману «Пригоди молодого лицаря» (1937); драматичних творів «Хуртовина» (1908), «Казка старого млина» (1913), «Про що тирса шелестіла…» (1918), «Ціна крові» (1931), «Северин Наливайко» (1934). У 1991 р. вийшов двотомник творів С.Черкасенка: Черкасенко С. Твори: У 2 т. — К.: Дніпро, 1991. — Т. 1. — 891 с.; Т. 2. — 671 с.
Творчість Спиридона Черкасенка багатогранна, починаючи від поезій й закінчуючи публіцистикою він друкувався майже в усіх українських газетах і журналах на Західно Українських землях і в еміграції. Черкасенко писав вірші, оповідання, п'єси, наукові та педагогічні розвідки, публіцистичні огляди-статті, крім того він був упорядником навчальних посібників.
В літературі Черкасенко дебютував віршами в Літературно-науковому віснику (1904). Він творив, здебільшого, під своїм прізвищем — Спиридон Черкасенко, але час від часу він послуговувався і псевдонімами: Провінціал, Стах Петро та інші. Від гостросюжетних п'єс із шахтарського життя до історичних драм, від оповідок шахтарської буденності до історичного роману, від соціально-побутових віршувань до глибоких педагогічно-публіцистичних роздумів — такий творчий шлях Черкасенка-письменника.
|  | Цитата з твору: …після оповідань Б. Грінченка й поезій М. Чернявського, творчість С. Черкасенка, це перше повне й вагоме відтворення умов праці, душевного стану донецького шахтаря в украïнській літературі. Його оповідання обіймають переважно одну сферу, — шахтарського життя і показують, що те життя він знає добре і вміє вибрати з нього типові постаті… |

### Поетичний доробок
Я підкорив тебе своїм коханням,

О полохлива, дика сарно!

Не викликай же давнього зітханням,

Коли тепер так гарно!

До серця ланцюгом з квіток нев'ялих

Тебе припнув я, дика сарно, -

Даруй огонь бажань моїх зухвалих

і не змагайся - марно!..
Перша поетична збірка Спиридона Черкасенка носила назву «Хвилини» (1909). Вона засвідчила, як автор шукає власні шляхи, задля поетичного відтворення довколишнього світу. Поетичною родзинкою стала його лірика, у вигляді музично «озвучених» замальовок: «Симфонія ночі», «Серенади», «Романси», «Тихої ночі». Ну і звичайно, що перші літературні кроки Черкасенка мусили засвідчити то довкілля в якому він перебував та увесь його внутрішній стан (молодого та дієвого педагога-літератора). Тому й стріли читачі в особі автора — поціновувача й оспівувача шахтарських буднів, який передавав віршах особливі почуття внутрішньої напруги і співчуття до важкої та виснажливої підземної праці:
 

Тихо у вогкій пітьмі

В шахті, на дні.

Стіни ридають німі,

Мокрі, брудні.

Буйними краплями піт

Очі сліпить,

Лампи смердючоï гніт

Блима, чадить.[джерело?]
А вже у часі років Черкасенко постає перед читачем камертоном тогочасся і передає тепер настрої українського суспільства тієї доби, відтворює картини буремних, революційних зрушень, пересипаних бойовими закликами, національно-патріотичними гаслами. З тих пір він і зачав звертатися, у своїй творчості, до героїко-історичної традиції. Майже дві третіх усіх поезій поета написані на патріотичні теми. А ще яскравішою виступає його творчість в боротьбі за державність проти польських і російських окупантів, де він виступає з закликом об'єднання в обороні рідної землі. Пройнятий цим соборницьким духом Черкасенко написав цикл поезій «Братам галичанам» (1919).
У 1917—1921 Черкасенко вів дуже активну діяльність, багато писав на патріотичні теми, закликав до боротьби за українську державність. Письменник звертався до української історичної традиція, створював національно-патріотичні гасла.
Підсумком двадцятилітньої поетичної творчості Спиридона Черкасенка стали його «Твори», які він видав у Відні 1920—1921 роках під псевдонімом «Петро Стах». Ці «Твори» склали три томи оригінальної лірики, й були присвячені його побратиму-другові Юркові Сірому. Більшість цих творів носили патріотичну спрямованість (для прикладу «Брате!» пам'яті героїв Крут, «Гайдамаки», «Гей, пластуни! Гей, юнаки!» славень (гімн) закарпатських пластунів)
Вони ідуть у лавах щільних

Вперед, вперед і не один

Упав, як ти в огнях свавільних

Під спів червоних хуртовин.

Благослови ж їх, льот шалений,

Умри з усміхом на устах

Не поведе більш кат скажений

Твоїх братів у кайданах!
Слід відмітити, що багато своїх драматичних творів Спиридон Черкасенко створив віршованими, тобто й надалі не відмовлявся від своєї поетики, а вибрав складнішу та маштабнішу її інтерпретацію (форму).

### Проза
Уже від початків своєї літературної діяльності Спиридон Черкасенко працював і в жанрі прози, пишучи оповідання, нариси, фейлетони. Більшість з них публікувалися в тодішній українській пресі, а згодом, ним була опублікована перша його прозова збірка — «На шахті». Саме в цій збірці Черкасенко заявив себе яскраво змалював важку шахтарську буденність на початку XX століття. У цих творах письменник змальовував шахтарів, ïхній побут, участь інтелігенціï у громадському житті, а також зобразив дитячий світ шахтарських виселків (ця тема так захопила автора, що наступна збірка була цілком присвячена їй).
Невдовзі Спиридон Феодосійович видав другу свою збірку прози — це був цикл оповідань про дітей, написаний 1910—1912 роках. «Маленький горбань та інші оповідання» були писані народним вчителем, який відобразив свої педагогічні напрацювання та спостереження. Помітно, що і в цій книжці письменник не відмовлявся від довкола шахтарських тематик і перед читачем постають радості, втіхи та страждання дітей шахтарських селищ.
Універсалізм Спиридона Черкасенка підтвердила збірка «Жарти Сатира» (1913). Сатирично-бурлескна книга дошкульних оповідок торкалася різних сфер тогочасся. Автор дотепно змалював фантазії-прагнення тодішньої інтелігенції та відусобленість її від сучасників, а найбільше перепало: лукавому чиновництву, різномасним казнокрадам та засаленим багачам.
Шахтарська тема знову з'явилася у збірці «Вони перемогли», виданій в революційно-буремні часи 1917 року. Поряд з тим, частина оповідань цієї збірки присвячено гіркій долі народного вчительства, а тако, певне новаторство в українській літературі, теми про тварин, які в малих творах Черкасенка постають у внутрішніх почуттях, переживаннях із
зображенням внутрішнього світу тварин, та ïхню вірність людині. Але основний лейтмотив усіх цих оповідок: в них вимальовується широка картина шахтарськоï дійсності, яка вже дихала революційним передгроззям.
|  | Ми ненавидимо все, на що не дивилися, про що б не думали. Ми ненавидимо пишний степ по весні за те, що не про нас краса його, восени - що по нім вільно гуляє вітер, коли в нас, у колодязі, стіни. Ми ненавидимо небо, хоч у Бога давно вже не віримо, ненавидимо за те, що воно потрібне нам, бо без сього не було б куди посилати найстрашніші прокльони наші за наше існування. Ненавидимо хазяïна й інших ненавистю голодного, побитого пса, за те ,що служимо ïм. Ненавидимо себе, свою нікчемність, непотрібність самих до себе. |

Після тривалої паузи, яку взяв Черкасенко в напрямку прози — він уже в еміграції написав «Пригоди молодого лицаря. Роман з козацьких часів». У виданому у Львові, в 1937 році, романі відтворено події в Україні на початку XVII століття. Твір був написаний у 1934 році в Горних Черношицях, перше видання було 1937 року у Львові. Книга написана, як роман з козацьких часів для молоді і стала тогочасним бестселером, здобувши широку популярність на Західній Україні (на Центральній і Східній його просто не друкували). Перевидання вийшло у Вінніпезі в Канаді в бібліотеці Клубу Приятелів Української Книги (1952). Цей твір дає повну відповідь на те, ким був Спиридон Черкасенко, які цінності, життєві правила він обстоював до самого кінця його життя.

### Драматургія

Титульний аркуш видання драми Спиридона Черкасенка «Казка старого млина», Київ—Відень—Львів: Чайка. Б. р.

Спиридон Черкасенко був всестороннім літератором, тому уже з перших кроків в літературі він попробував писати і п'єси-драми. І згодом, таки, драматургія стала улюбленим літературним заняттям Черкасенка. Він створив свій поетичний театр, яким намагався утвердити новий напрям сценічного мистецтва: поєднати досягнення традиційного українського побутового етнографічного театру з новими пошуками в цьому жанрі. Можливості побутово-реалістичної драми на початку XX століття були вже вичерпані, тому молодше покоління драматургів — Леся Українка, Олександр Олесь, Володимир Винниченко, Спиридон Черкасенко — почали орієнтуватися на європейську неоромантичну або символістську драму. Звичайно, Черкасенко не поривав зв'язків із старим театром, тому, поряд із типово символістськими драмами, він — автор соціально-побутових п'єс. Водночас, він багато уваги приділяв драматургійній обробці чужих сюжетів, скооперувавшись з театральною трупою Миколи Садовського.
Перші його драматичні спроби припадають на 1908 рік — ескіз «Жах», етюд «Повинен», які стали відлуння буремних подій 1905—1907 років, вони відтворюють революційні настрої в робітничому й селянському середовищі. Твори ці належать до типово символістської драматургії, тут діють образи-символи, особисте тут підпорядковане громадському, а події 1905—1907 років трактуються автором, як сувора необхідність у боротьбі зі світом несправедливості. Однією з найкращих, а відтак і популярних, серед ранніх драматичних творів Черкасенка стала п'єса «Хуртовина» (написана теж в 1908 році). Та драма, ця, так і не мала сценічного втілення, оскільки її було конфісковано, а автора засуджено на один місяць ув'язнення — за вилучені під час обшуку книжки.
А через кілька років, про Спиридона Черкасенка знову заговорили в літературних колах, оскільки його драма «Земля» (1913) стала помітною подією в українському театральному житті, в ній відображено погляди народників та ідеалізація селянства. І з тих пір, Спиридон Черкасенко постав, в очах інтелігенції, непересічним драматургом, підкоривши їх своєю п'єсою «Казка старого млина» (1913). Ця, типово неоромантична драма, написана майже одночасно з «Лісовою піснею» Лесі Українки, вона вписується в контекст європейської неоромантичної, модерністської драми. У центрі твору — конфлікт між патріархальним укладом українського життя і новими капіталістичними відносинами. Помітною подією в українському театральному житті стала також драма «Земля» (1913), де знайшли відбиття погляди народників та ідеалізація селянства.
Новою драматичною віхою для Черкасенка стали часи революційних віхол 1917—1919 років. На хвилі патріотизму та народного пробудження, Спиридон Черкасенко звернувся до схожих історичних часів, саме історичних фактів, якими рясніла українська історія. Так постала найвідоміша його трагедія — «Про що тирса шелестіла…» видана в 1918 році, і на її титулі — присвята «велетневі рідної сцени Миколі Садовському». Ця п'єса написана віршованою мовою, містить чимало пісень, і своєю популярністю завдячує музиці Кирила Стеценка, створеній для цієї п'єси. Виводячи головним героєм трагедії Івана Сірка, Черкасенко не прагнув документального історизму. Він зображує героя із роздвоєною душею, хоча всім видавалося, що відомий, своєю відважністю й цільністю, козацький ватажок найменше підходив до такого прототипу. Та ця історична й художня несумісність образу породжувала безліч запитань, незважаючи на соціальне авторське застереження в передмові до твору — адже саме таку суперечливу «родзинку» української бунтарської натури ухопив та висвітлив Спиридон Черкасенко. Того ж таки 1918 року з'явилися друком п'єси: «Страшна помста. Драматична казка на 5 картин» і «Чорна Рада. Картина козацького життя XVII ст.». Перша виявилася оригінальною переробкою однойменного твору Миколи Гоголя (на відміну від оригіналу Черкасенко закцентував увагу на побутово-історичному драматизмі без помпезних баталій). Друга п'єса — також сценічна версія роману «Чорна Рада» Пантелеймона Куліша. Обидві ці драми, не набули широкого розголосу, але чітко характеризують авторську персоніфікацію подій історичного минулого та тогочасся, своїми творами, Спиридон Черкасенко ніби передрік (роком-двома раніше) майбутні історичні події в українському середовищі. Саме в цих кількох п'єсах (частково передбачивши недалеке майбутнє для своїх однодумців та прибічників) Спиридон Черкасенко проявив свій талан та глибоке знання суспільних реалій тогочасся і зумів їх перекласти на літературну основу — як застереження для нащадків.
Зачинаючи з 20-х років, почалася еміграційна епоха педагога-літератора, і коли ж Спиридон Черкасенко змирився з долею вигнанця, відновив свої літературні нахили. Створивши п'єси «Вечірній гість» (1924), «Сміх» (1924), «Лісові чари» (1924), «Бідний Лесько» (1926), «Лібуша в таборі» (1925), «Хай живе життя» (1930), «Вигадливий бурсак» (1937), «До світла, до волі» (1937) — вони були адресовані, здебільшого, дитячо-юнацькій аудиторії, маючи пригодницький сюжет і привабливих героїв. Адже в цей час автор дуже плідно працював і на педагогічній ниві й, бачачи перспективу української молоді на західних теренах України, автор своїми творчими поривами підтримував їх прагнення пізнання української історії та духу (адже в ті часи дуже популярними серед молоді й дітей були театральні постановки, відтак самодіяльні театральні колективи були чи не в кожному селі, а то й не одна така трупа).
З часом, коли Спиридон Черкасенко освоївся в українському еміграційному колі (беручи участь у політичних та суспільних рухах українства) — він знову навернувся до історичної ретроспективи в драматургії. Так, наприкінці 20-х — на початку 30-х років Черкасенко звернувся до історичної драми, зокрема — «Коли народ мовчить» (1927), «Северин Наливайко» (1928), «Ціна крові» (1930), «Еспанський кабальєро Дон Хуан і Розіта» (1931). Цікаво, що два останні твори написані на теми, які розробляла й Леся Українка («На полі крові», «Камінний Господар»). Це дало критикам підстави говорити про зумисне творче змагання з поетесою, хоча сам драматург відмічав, що, не зважаючи на те, як його твори перегукуються з творчістю Лесі Українки, та він опрацював ці мандрівні сюжети по-своєму: так, у «Ціні крові» він тему зрадництва Юди пов'язав із проблемою національно-визвольної боротьби.
Апофеозом історичного драматизму, в задумі Спиридона Черкасенка, мала стати історична трилогія, задум якої він тривалий час виношував та нарікши її назвою «Степ». І ось уже, у вересні 1928 року, він завершив роботу над першою її частиною — історичною драмою «Северин Наливайко» (надрукована — 1934 року); потім була друга частина трилогії — «Богдан Хмель», та вона так і залишилася неопублікованою; а ось про написання третьої частини достеменних свідчень так і немає. Художньо-фактичним матеріалом для драми «Северин Наливайко» стала розвідка Пантелеймона Куліша про походеньки народного месника Северина Наливайка, подана в «Почини лихоліття ляцького і перві козацькі бучі» (1865) та його «староруська драма» «Цар Наливай» (надрукована 1900 року). Черкасенко лише відштовхнувся від Кулішевого матеріалу, створивши цілком самобутній твір, показавши козацтво відважним лицарством, що виборює волю й незалежність України.
Останніми п'єсами Спиридона Черкасенка стали історичні драми «Коли народ мовчить» (1933) і «Вельможна пані Кочубеїха» (1936) присвячені добі гетьманування Івана Мазепи, тут відтворено стосунки старого гетьмана з Мотрею Кочубеївною і його намагання визволити Україну з-під російського ярма. Ці завершальні «драми ідей», яскраво розкривали талан автора у відображенні історичної достовірністі, часового реквізиту, тоді ж як, автор ще й дбає про динамізм сюжету, сценічний рух, прозорість ідеї — щоб стало зрозуміло тамтешньому українському середовищу. Саме таке образно-стильове, жанрове й тематичне багатство, поетика й проблематика творів Спиридона Черкасенка яскраво віддзеркалюють ідейно-художні пошуки української драматургії першої половини XX століття. А сам, Спиридон Черкасенко, впевнено заявив про себе як драматург. На сьогодні відомо близько 50-ти його драматичних творів: трагедій, драм, комедій, одноактівок, скетчів, етюдів, створених в традиції народної творчості.
П'єси Спиридона Черкасенка ставились не тільки в народних театрах, але і в таких відомих, як театр М. Садовського, Кийдрам, Перший народний театр імені Т. Шевченка, театр імені Франка. А Перший український зразковий театр у Харкові відкрив сезон 1919 року постановкою трагедії С. Черкасенка «Про що тирса шелестіла…» (режисер Л. Сабінін). В репертуарі Катеринославської пересувної драматичної трупи агітпрому особливим успіхом протягом січня — червня 1920 року користувалась його драма «Повинен» (режисер М. Гальченко). Того ж року цю драму показав і Український драматичний театр імені Франка у Вінниці (режисер Гнат Юра). П'єси Черкасенка ставили такі режисери, як М. Садовський , І. Мар'яненко, С. Сабінін, І. Сагатовський, А. Ратміров, М. Тінський, В. Василько, Й. Сірий, і інші. В його виставах грали зірки української сцени: М. Садовський , М. Заньковецька, Г. Затиркевич-Карпинська, Л.Ліпицька, Г. Борисоглібська, І. Мар'яненко, С. Паньківський, К. Рубчакова , Л. Курбас, Л. Хуторна, О. Корольчук, А. Бучма, В. Василько, О. Сердюк, Н. Ужвій.

## Публіцистика
Дебют Черкасенка журналіста та письменника збігся з активним національним рухом — українським пробудженням (початку ХХ століття), і все це захопило його так, що він став відомим суспільно-культурним діячем. Висвітленню освітніх, мовних, історичних політичних, психологічних, етичних і, звичайно, літературних та культурних проблем, Спиридон Черкасенко присвятив багато статей, нарисів, фейлетонів та досліджень. У різний час, він публікувався у знаних виданнях тогочасся:
- «Літературно-науковий вісник» — (тривалий час)
- «Нова громада» — літературно-художній місячник (впродовж 1906 року)
- «Громадська думка» — київська газета (впродовж 1905—1906 років)
- «Рада» — київська газета (впродовж 1906—1914 років)
- «Рідний край» — літературно-митецький і публіцистичний тижневик (впродовж 1905—1916 років)
- «Світло» — український педагогічний журнал (впродовж 1910—1914 років)
- «Українська хата» — літературно-художній місячник українських модерністів (впродовж 1909—1914 років)
- «Сяйво» — літературно-мистецький часопис (впродовж 1913—1914 років)
- «Вільна українська школа» — петербурзький місячник
- «Волошки» — двотижневик для дітей
- «Книгар» — літературний журнал (впродовж 1918—1919 років)
- «Свобода» — карпато-український часопис (видання християнсько-народної партії)
- «Нові шляхи» — львівський літературно-науковий журнал
- «Пчілка» — ужгородський дитячий журнал
- «На переломі» — віденський суспільно-літературний журнал (видавець — О.Олесь)
- «Рідна мова» — варшавський журнал
- «Наша культура» — варшавський журнал

## Творчий набуток
Збірки видані Спиридоном Черкасенком:
- «Хвилини» (1909, поетична збірка)
- «На шахті» (1909, збірка оповідань)
  - «Чорний блиск»
  - «Чепуха»
  - «Необережність»
  - «П'яниця»
  - «Ахметка»
- «Маленький горбань та інші оповідання» (1912, збірка оповідань)
  - «Маленький горбань»
  - «Яма»
  - «Безпритульні»
  - «Великодня ніч»
  - «Сашків кінець»
- «Жарти Сатира» (1913, збірка дошкульних оповідок)
- «Вони перемогли» (1917, збірка оповідань)
  - «Вони перемогли»
  - «Блажчукове весілля»
  - «Юдита»
  - «Воронько»
  - «Безпритульні»
- «До Верховин» (1920, збірка поезії на 32 сторінки видана в Відні під псевдонімом П.Стах)
- «У бурі білій», (1921, Різдвяна мозаїка поезій на 32 сторінки видана в Відні під псевдонімом П.Стах)
- «Твори», (1920 — 1922, поезії в трьох томах) Том 1 [Архівовано 17 березня 2013 у Wayback Machine.] Том 2 [Архівовано 17 березня 2013 у Wayback Machine.]
- «Пригоди молодого лицаря. Роман з козацьких часів» (1937, роман)

Драматичні твори Черкасенка (видавалися, як окремі брошури або публікувалися в пресі):
- «Жах» (1908, ескіз)
- «Повинен» (1908, етюд)
- «Хуртовина» (1908, конфіскована)
- «Казка старого млина» (1913, драма)
- «Земля» (1913, драма)
- «Про що тирса шелестіла…» (1916, драма)
- «Страшна помста. Драматична казка на 5 картин» (1918, драма)
- «Чорна Рада. Картина козацького життя XVII ст.» (1918, драма) [Архівовано 27 вересня 2018 у Wayback Machine.]
- «Вечірній гість» (1924, п'єса для дітей-юнацтва) [Архівовано 27 вересня 2018 у Wayback Machine.]
- «Сміх (Черкасенко)|Сміх» (1924, п'єса для дітей-юнацтва) [Архівовано 27 вересня 2018 у Wayback Machine.]
- «Лісові чари» (1924, п'єса для дітей-юнацтва) [Архівовано 27 вересня 2018 у Wayback Machine.]
- "Черкасенко С. У шахтарів: як живуть і працюють на шахтах / С. Черкасенко. — У Київі: Вид. т-во «Дзвін», 1919. — 78, 2 с. — (Позашкільне читання ; № 3). [Архівовано 2 березня 2019 у Wayback Machine.]«
- Лібуша в таборі» (1925, п'єса для дітей-юнацтва)
- «Бідний Лесько» (1926, п'єса для дітей-юнацтва)
- «Коли народ мовчить» (1927, історична драма)
- «Северин Наливайко» (1928, історична драма)
- «Хай живе життя» (1930, п'єса для дітей-юнацтва)
- «Ціна крові» (1930, історична драма)
- «Еспанський кабальєро Дон Хуан і Розіта» (1930, історична драма)
- «Богдан Хмель» (1932, історична драма, неопублікована)
- «Коли народ мовчить» (1933, історична драма)
- «Вельможна пані Кочубеїха» (1936, історична драма)
- «Вигадливий бурсак» (1937, п'єса для дітей-юнацтва)
- «До світла, до волі» (1937, п'єса для дітей-юнацтва)

Навчально-пізнавальна література від Спиридона Черкасенка:
- «Про небо: популярна астрономія» (1909, пізнавальна книжечка), в 2-х частинах
- «Ялинка: Як упорядковувати дитячі свята» (1912, пізнавальна книжечка)
- «А. Тесленко: Твори» (1912, упорядкував та видав найповніше зібрання творів письменника)
- «У шахтарів: Як живуть і працюють на шахтах» (1919, пізнавальна книжечка, написана ще в 1912 році) [Архівовано 2 березня 2019 у Wayback Machine.]
- «Буквар» — (навчальний посібник, упорядкував та видав в часи УНР 1917—1919 років)
- «Початок» — (навчальний посібник, упорядкував та видав в часи УНР 1917—1919 років)
- «Читанка» — (навчальний посібник, упорядкував та видав в часи УНР 1917—1919 років)
- «Граматика» — (навчальний посібник, упорядкував та видав в часи УНР 1917—1919 років)
- «Найповніші правила правопису» — (навчальний посібник, упорядкував та видав в часи УНР 1917—1919 років)
- «Короткий курс правопису з додатком до самостійного писання» — (навчальний посібник, упорядкував та видав у Відні 1922 року)